# Шаумяновский район (НКР)
Шаумя́новский райо́н (арм. Շահումյան շրջան) — административная единица в составе непризнанной Нагорно-Карабахской Республики (НКР). Формальный административный центр — Карвачар (Кельбаджар). С 1995 по 1998 годы райцентром Шаумяновского района было село Акнаберд (Умудлу). По итогам войны 2020 года НКР утратила контроль почти над всей территорией района.

## География
На востоке граничит с Мартакертским районом НКР, на юге — с Кашатагским районом НКР, на западе и юго-западе — с Гегаркуникской и Вайоцдзорской областью Армении, соответственно; на севере — с Дашкесанским районом Азербайджана, под чьим контролем до 2020 года находилась треть заявленной территории района. Согласно административно-территориальному делению Азербайджана, территория Шаумяновского района НКР является неотъемлемой частью его международно признанной территории.

## История

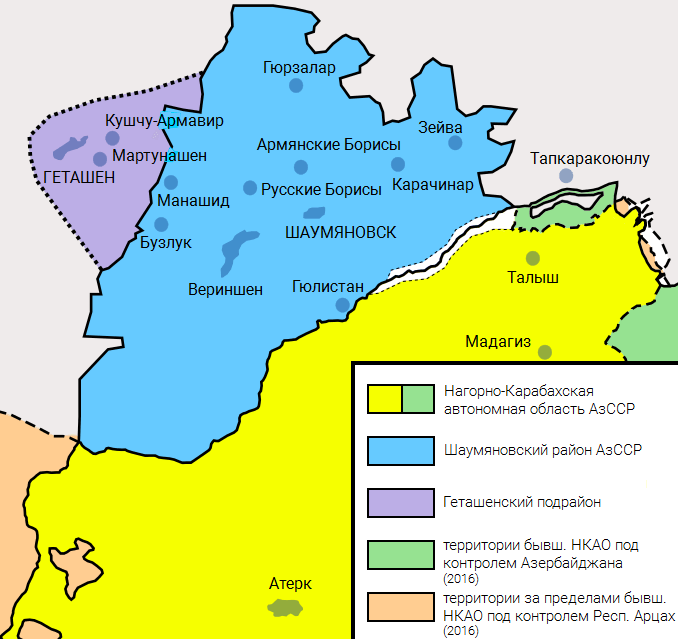
Шаумяновский и часть Ханларского районов Азербайджанской ССР, на которые претендовала НКР

Шаумяновский район непризнанной Нагорно-Карабахской Республики (НКР) был образован на территории одноимённого района Азербайджанской ССР, не входившего в состав Нагорно-Карабахской автономной области, но чьё население приняло участие в референдуме о независимости НКР. Во время Первой Карабахской войны, в результате летнего наступления азербайджанской армии 1992 года, НКР утратила контроль над территорией этого района, местные армяне покинули его. После этого в Шаумяновский район НКР были включены территории покинутого азербайджанцами бывшего Кельбаджарского района Азербайджанской ССР, перешедшего под контроль НКР в 1993 году, и остававшейся вне армянского контроля части Ханларского района, ранее населённой армянами и впоследствии получившей в армянских источниках название «Геташенского подрайона».
С 2011 года в районе велось строительство второй автодороги, соединяющей Армению и Нагорный Карабах. 45-километровая дорога должна была соединить железнодорожную станцию Сотк Армении с Кельбаджаром. По новой дороге должна была экспортироваться продукция горнодобывающей отрасли, с Дрмбонского золоторудного комбината и Магавузского комбината по добыче каменного угля, которые находились в Мартакертском районе. Новая магистраль должна была сократить расстояние от Степанакерта до Еревана на 150 километров. В 2014 году правительство Армении выделило Всеармянскому фонду «Айастан» 1 млрд 600 млн драмов (около 3,9 млн долларов) для проведения капитального ремонта дорожного участка Варденис — Сотк — Кельбаджар. В 2015 году строительные компании перешли к асфальтированию дороги. Строительство дороги из Вардениса в Мардакерт обошлось инвесторам в общей сложности в 17 миллиардов драмов.
По результатам Второй Карабахской войны было подписано заявление о прекращении огня в Нагорном Карабахе, предусматривавшее, в числе прочего, возвращение под контроль Азербайджана Кельбаджарского района в административных границах времён Азербайджанской ССР. Таким образом к 25 ноября 2020 года НКР утратила контроль почти над всей территорией своего Шаумяновского района. Исключение составили некоторые сёла (в том числе Чаректар и Умудлу), которые находились в составе Нагорно-Карабахской автономной области на момент распада СССР, а уже после 1994 года были включены местными властями в состав Шаумяновского района НКР. В ходе проведённой Азербайджаном в сентябре 2023 года военной операции НКР утратила контроль и над этими населёнными пунктами.

## Население
Национальный состав населения Шаумяновского района по переписи 2005 года:
| Народ   | Численность, чел. | Доля от всего населения, % |
| ------- | ----------------- | -------------------------- |
| армяне  | 2546              | 99,45 %                    |
| русские | 2                 | 0,08 %                     |
| другие  | 12                | 0,47 %                     |
| всего   | 2560              | 100,00 %                   |

## Спорт
- ФК Хачен

## Достопримечательности
| - Монастырь Дадиванк - Монастырь Андаберд - Мравский хребет - Крепость Андаберд - Крепость Бердкунк | - Крепость Гюлистан - Крепость Левонаберд - Крепость Нораберд - Термальные источники |